# Грант, Эми
Э́ми Гра́нт (англ. Amy Grant; род. 25 ноября 1960) — американская певица, автор-исполнитель, прозванная «королевой современной христианской поп-музыки».
Её альбом 1982 года Age to Age стал первым христианским альбомом, получившим по продажам платиновую сертификацию и принёс певице её первый «Грэмми», в категории «Лучший современный альбом в стиле госпел».
В 2003 году Эми Грант была принята в Зал славы госпела.
К маю 2007 году певица продала 30 миллионов альбомов, выиграла 6 премий «Грэмми» и двадцать одну премий «Dove». Самый продаваемый альбом певицы — Heart in Motion, по состоянию на 2008 год он продался в более чем 5 миллионах копий.
По состоянию на 2009 год живёт в Нашвилле со своим мужем кантри-музыкантом и также лауреатом «Грэмми» Винсем Гиллем, в их семье пять детей.

## Дискография
См. статью «Amy Grant discography» в англ. разделе.

## Награды и достижения
См. секцию «Awards and achievements» в англ. разделе.